# ンゴジ・オコンジョ・イウェアラ
ンゴジ・オコンジョ・イウェアラ（英語: Ngozi Okonjo-Iweala、1954年6月13日 - ）は、ナイジェリアの経済学者、政治家。2021年3月1日に世界貿易機関(WTO)事務局長に就任した。日本の外務省はオコンジョ＝イウェアラ、日本の報道機関ではオコンジョイウェアラとも表記されている。

## 経歴
オグワシ＝ウクに生まれる。イバダン大学インターナショナル・スクールを卒業後はアメリカ合衆国に留学し、ハーバード大学で修士号を、マサチューセッツ工科大学で博士号をそれぞれ取得した。イケムバ・イウェアラと結婚し4人の子供がいる。
2003年に財務大臣に就任し、2006年には外務大臣に転じた。
2007年に世界銀行の総裁候補に挙がっていたが、この時はアメリカ人のロバート・ゼーリックが選ばれオコンジョ・イウェアラは副総裁となっている。ゼーリック総裁退任後の2012年にも総裁候補として挙げられたが、4月16日に開催された世界銀行理事会では韓国系アメリカ人のジム・ヨン・キムが選出された。
2011年には、グッドラック・ジョナサン大統領によって財務大臣に再任され、ジョナサンの任期終了となる2015年まで務めた。
2020年5月14日にロベルト・アゼベドが世界貿易機関(WTO)事務総長を1年の任期を残して退任することを表明し（アゼベドは8月末に退任）、ムハンマド・ブハリ大統領の推薦もありオコンジョは年内に行われることとなった次期総長選挙に立候補した。7月の時点では8人が名乗りを上げたが、10月8日までには最終的に韓国の兪明希と共に候補者が二人に絞られた。最終投票に先駆けて、EUはオコンジョを正式に支持することを公表し、164カ国中日本を含め104カ国の支持を得たことにより事実上オコンジョが次期WTO事務局長に決定したものの、11月の一般理事会での決定は見送りとなった。
2021年1月20日にジョー・バイデンがアメリカ合衆国大統領に就任し、2月5日に、兪明希が立候補を取下げ、またアメリカ合衆国通商代表部がオコンジョ＝イウェアラを強く支持することを表明したことで流れは決定的となった。2月15日に一般理事会はオコンジョ＝イウェアラを次期事務総長に選出した。女性としても、アフリカ出身者としても初のWTO事務局長となる。2021年3月1日に就任。任期は2025年8月31日まで。2024年11月29日に一般理事会は特別会合でオコンジョの事務局長再任を承認した。任期は2029年8月31日まで。